# Notiophilus semistriatus
Notiophilus semistriatus – gatunek chrząszcza z rodziny biegaczowatych i podrodziny leszowych.

## Taksonomia
Gatunek ten opisany został po raz pierwszy w 1823 roku przez Thomasa Saya na łamach „Transactions of the American Philosophical Society”.

## Morfologia
Chrząszcz o zarysie ciała bardziej przysadzistym niż w przypadku N. aquaticus i N. borealis. Wierzch ciała ma lśniąco czarny z mosiężnym połyskiem metalicznym, przy czym każda z pokryw ma jasną, półksiężycowatą plamkę wierzchołkową.
Głowa ma na czole pięć wzdłużnych bruzd między szerszymi bocznymi rowkami. Czułki są ubarwione ciemno z jasnymi członami od pierwszego do czwartego. Ostatni i przedostatni człon głaszczków szczękowych oraz ostatni człon głaszczków wargowych są ciemno ubarwione. U samca wierzchołkowy człon głaszczków wargowych jest stosunkowo mocno rozszerzony i na szczycie ścięty.
Przedplecze ma krawędzie boczne wyraźnie esowate, mocniej niż u N. aquaticus i N. boralis wycięte przed tylnymi kątami. Pokrywy mają po jednym chetoporze (punkcie szczecinkowym) wierzchołkowym każda. Drugi międzyrząd pokryw jest stosunkowo wąski jak na wyszczerka.  Występują zarówno osobniki o skrzydłach tylnych w pełni wykształconych (formy długoskrzydłe), jak i osobniki nielotne o skrzydłach skróconych (formy krótkoskrzydłe). Odnóża mają ciemne uda i stopy.

## Ekologia i występowanie
Owad rozmieszczony od nizin po góry, gdzie dochodzi do pięter subalpejskiego i alpejskiego, osiągając rzędne 3200 m n.p.m. Zamieszkuje skraje lasów, polany, przesieki, przydroża, nieużytki, sady i żywopłoty. Zasiedla stosunkowo suche stanowiska otwarte do półcienistych o skąpej i niskiej roślinności. Spotykany jest na podłożu piaszczystym, żwirowym, skalistym i torfowym. Bytuje głównie wśród ściółki, mchów i porostów, czasem wspinając się na drzewa.
Aktywne osobniki dorosłe obserwuje się od stycznia do grudnia, przy czym nowe ich pokolenie ukazuje się w maju lub czerwcu. Biegają w dni słoneczne, natomiast w dni chłodne czy pochmurne chowają się pod mchami, kamieniami, opadłymi liśćmi i w kępkach roślin. Zimę spędzają pod mchami i opadłym listowiem.
Gatunek nearktyczny o szerokim rozmieszczeniu. W Kanadzie podawany jest z Alberty, Kolumbii Brytyjskiej, Labradoru, Manitoby, Nowej Szkocji, Ontario, Quebecu i Jukonu. W Stanach Zjednoczonych znany jest z Arkansas, Arizony, Connecticut, Dakoty Południowej, Delaware, Dystryktu Kolumbii, Georgii, Iowy, Illinois, Karoliny Północnej, Karoliny Południowej, Kolorado, Kansas, Kentucky, Massachusetts, Marylandu, Michigan, Minnesoty, Missouri, Montany, New Hampshire, New Jersey, Nowego Jorku, Nowego Meksyku, Ohio, Oklahomy, Pensylwanii, Wirginii, Wirginii Zachodniej i Wyoming.